# Кальміяровська сільська рада
Кальмія́ровська сільська рада (рос. Кальмияровский сельский совет) — муніципальне утворення у складі Татишлинського району Башкортостану, Росія. Адміністративний центр — село Старокальміярово.

## Населення
Населення — 818 осіб (2019, 1104 в 2010, 1198 в 2002).

## Склад
До складу поселення входять такі населені пункти:
| Населений пункт         | Населення, осіб (2002) | Населення, осіб (2010) |
| ----------------------- | ---------------------- | ---------------------- |
| Асавди, присілок        | 124                    | 110                    |
| Манагаз, присілок       | 31                     | 44                     |
| Петропавловка, присілок | 312                    | 291                    |
| Савкіяз, село           | 293                    | 249                    |
| Старокальміярово, село  | 438                    | 410                    |